# Велика історико-культурна пам'ятка, що охороняється на національному рівні
Велика історико-культурна пам'ятка, що охороняється на національному рівні (кит.: 全国重点文物保护单位), також відома скорочено як ґобао (кит.: 国保, «охороняється на національному рівні») — одна з 5058 пам'яток, внесених до переліку пам'яток, що мають значну історичну, художню або наукову цінність Державним управлінням у справах культурної спадщини, яке є адміністративним департаментом з питань культурних реліквій уряду КНР. Це найвищий рівень реєстру об'єктів культурної спадщини в Китаї на національному рівні, хоча існують значно ширші реєстри об'єктів, що охороняються, на рівні провінцій, міст тощо.
Оскільки об'єкти, що охороняються на національному рівні, за законом є пам'ятками з охороною найвищого рівня в Китаї, їх пошкодження або знесення заборонено. Перед потенційним вилученням таких об'єктів необхідно отримати дозвіл Державного управління у справах культурної спадщини.
У 1999 році повідомлялося, що в Китаї налічувалося близько 350 000 нерухомих культурних цінностей, з яких 70 000 охоронялися на одному з трьох основних рівнів, на додаток до близько 10 000 000 рухомих культурних цінностей, що перебували у володінні лише державних установ. З них, станом на жовтень 2019 року, 5 058 об'єктів, що охороняються на національному рівні, були визначені Державною адміністрацією.

## Об'єкти, що охороняються на різних рівнях
До об'єктів, що охороняються з огляду на їх історико-культурну цінність, або об'єктів, що охороняються на різних рівнях (кит.: 文物保护单位), відносяться об'єкти, що охороняються:
- Основні історико-культурні об'єкти, що охороняються на національному рівні (кит.: 全国重点文物保护单位)
- Історико-культурні об'єкти, що охороняються на рівні провінції (кит.: 省级文物保护单位)
- Історико-культурні об'єкти, що охороняються на рівні міста, поділеного на райони, або на рівні автономної префектури (кит.: 设区的市、自治州级文物保护单位)
- Історико-культурні об'єкти, що охороняються на рівні повіту (кит.: 县级文物保护单位)